# Chalybosoma luciliaeforme
Chalybosoma luciliaeforme är en tvåvingeart som först beskrevs av Schuurmans Stekhoven 1926.  Chalybosoma luciliaeforme ingår i släktet Chalybosoma och familjen bromsar. Inga underarter finns listade i Catalogue of Life.